# هاونسفيلد (نيويورك)
هاونسفيلد (بالإنجليزية: Hounsfield, New York)‏ هي بلدة أمريكية تقع في الولايات المتحدة في مقاطعة جيفيرسون. يقدر عدد سكانها بـ 3,466 نسمة ومساحتها 311.9 كم2 وترتفع عن سطح البحر 77 متر.